# Sukcinski anhidrid
Sukcinski anhidrid (dihidro-2,5-furandion) je organsko jedinjenje sa molekulskom formulom . On je anhidrid sukcinske kiseline.